# Е-1 № 3
Е-1 № 3 — советская межпланетная станция для изучения Луны и космического пространства. Была запущена 4 декабря 1958 в 23:41:58 по Московскому времени. Основной целью было достижение станцией поверхности Луны.
На 245 секунде полета, на этапе работы второй ступени, разрушился редуктор-мультипликатор привода насоса перекиси водорода, вследствие чего тяга двигателя упала в четыре раза, и полёт потерял устойчивость. Была отдана управляющая команда на самоликвидацию ракеты.